# کیم یونگ جه (بازیگر، زاده ۱۹۷۵)
کیم یونگ جه (کره‌ای: 김영재؛ زادهٔ ۵ اکتبر ۱۹۷۵) بازیگر اهل کره جنوبی است. کیم حرفهٔ بازیگری را در فیلم‌های کوتاه و بیت پارت‌ها آغاز کرد و بعداً به عنوان بازیگر نقش مکمل در فیلم و تلویزیون شناخته شد. او نقش اصلی در فیلم‌های مستقل یک قدم مانده به دریا (۲۰۰۹) و لینک (۲۰۱۱) و همچنین مجموعه‌های تلویزیونی تردید نکن (۲۰۰۹) و سه خواهر (۲۰۱۰) ایفا کرده‌است.

## فیلم‌شناسی

### مجموعه تلویزیونی
| سال  | عنوان                                 | نقش                     | شبکه       |
| ---- | ------------------------------------- | ----------------------- | ---------- |
| ۲۰۰۵ | عشقی برای کشتن                        | کانگ مین گو             | کی‌بی‌اس۲    |
| ۲۰۰۶ | Love Is Over                          | به شین ووک              | ام‌بی‌سی     |
| ۲۰۰۷ | شیطان                                 | نا سوک جین              | کی‌بی‌اس۲    |
| ۲۰۰۷ | ما سوییت سئول                         | نام یو جون              | اس‌بی‌اس     |
| ۲۰۰۷ | زادگاه افسانه‌ها «نامه روح»            | شاه اینجونگ             | کی‌بی‌اس۲    |
| ۲۰۰۷ | گریه نکن عشقم                         | جو ته سوب               | ام‌بی‌سی     |
| ۲۰۰۹ | تردید نکن                             | چوی مین یونگ            | اس‌بی‌اس     |
| ۲۰۱۰ | سه خواهر                              | چوی یونگ هو             | اس‌بی‌اس     |
| ۲۰۱۱ | تیم ویژه ام‌اس‌اس                       | جو یونگ سوک             | کی‌بی‌اس۲    |
| ۲۰۱۲ | دراما سیتی «Amore Mio»                | سو مین وو               | کی‌بی‌اس۲    |
| ۲۰۱۲ | دراما سیتی «فقط یک داستان عشق معمولی» | نجار کانگ               | کی‌بی‌اس۲    |
| ۲۰۱۲ | راحتی بدون فرزند                      | کیم چانگ هو             | جی‌تی‌بی‌سی   |
| ۲۰۱۳ | تو بهترینی                            | هان جه هیونگ            | کی‌بی‌اس۲    |
| ۲۰۱۳ | مونستار                               | پی‌دی تلویزیونی (قسمت ۸) | ام‌نت       |
| ۲۰۱۳ | دختر امپراتور                         | سو نی مون               | ام‌بی‌سی     |
| ۲۰۱۳ | درام ویژه «The Devil Rider»           | کیم ایک                 | کی‌بی‌اس۲    |
| ۲۰۱۳ | پسر زیبا                              | پارک مون سو             | کی‌بی‌اس۲    |
| ۲۰۱۴ | چو یونگ                               | دکتر (قسمت ۱)           | اوسی‌ان     |
| ۲۰۱۴ | گربه عزیز من                          | شین سه گی               | کی‌بی‌اس۱    |
| ۲۰۱۴ | ری‌ست                                  | روان‌پزشک (مهمان)        | اوسی‌ان     |
| ۲۰۱۶ | کارآگاه زامبی                         | کیم کیونگ سو (قسمت ۲)   | اوسی‌ان     |
| ۲۰۱۸ | مادر                                  | اون چول                 | تی‌وی‌ان     |
| ۲۰۱۸ | فرزندان هیچکس                         | کیم مین سوک             | ام‌بی‌سی     |
| ۲۰۱۹ | باد می‌وزد                             | مون کیونگ هون           | جی‌تی‌بی‌سی   |
| ۲۰۲۰ | غریبه                                 | کیم سا هیون             | تی‌وی‌ان     |
| ۲۰۲۱ | موش                                   | گو مو وون               | تی‌وی‌ان     |
| ۲۰۲۱ | های کلس                               | لی جونگ وو              | تی‌وی‌ان     |
| ۲۰۲۱ | شهر ساختگی                            | جونگ جون ایل            | جی‌تی‌بی‌سی   |
| ۲۰۲۲ | ساحره شدن                             | نام مو یونگ             | تی‌وی چوسان |
| ۲۰۲۲ | زیر چتر ملکه                          | مین سونگ یون            | تی‌وی‌ان     |
| ۲۰۲۲ | کوچکترین پسر یک کنگلومرا              | جین یون گی              | جی‌تی‌بی‌سی   |